# Паоло Руффіні
Паоло Руффіні (італ. Paolo Ruffini) (23 вересня 1765, Валентано, поблизу Вітербо — 10 травня 1822, Модена) — італійський математик, доктор медицини.

## Біографія
У 1804 опублікував метод наближеного обчислення дійсних коренів алгебраїчних рівнянь, знову знайдений англійським математиком В. Горнером в 1819. У 1799 першим довів неможливість розв'язання в радикалах загальних алгебраїчних рівнянь вищих степенів, починаючи з 5-го. Доказ викладено автором у творі «Teoria generale delle equazioni, in cui si dimostra impossibile la soluzione algebraica delle equazioni generali di grado superiore al quarto» (Болонья, 1798). Доказ Руффіні значно простіший від даного пізніше Абелем. Цей доказ відомий зараз під назвою «Теорема Абеля—Руффіні».
Помилковість знайденого Юзефом Вронським «спільного розв'язку рівнянь всіх степенів» викликала з боку Руффіні спростування у формі мемуарів: «Intorno al metodo generale, proposto dal Sig. Hoene Wronski onde risolvere le equazioni di tutti i gradi» (1816, «Memorie della Società Italiana», XVIII, 1820).

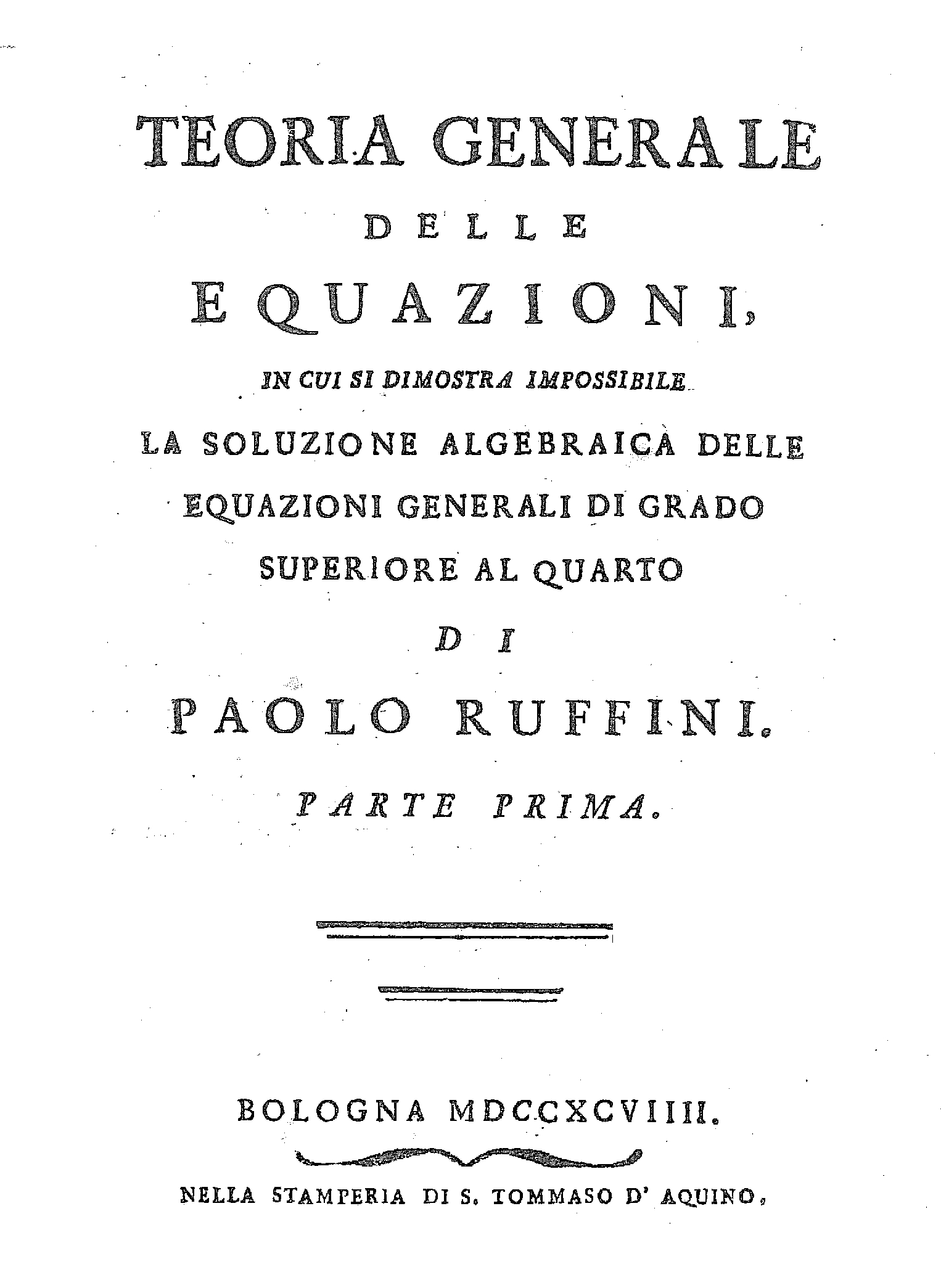
Teoria generale delle equazioni, 1799

Твори Руффіні, присвячені рівнянням вищих степенів:
- «Sopra la determinazione delle radici nelle equazioni numeriche di qualunque grado» [Про визначення коренів у чисельних рівняннях будь-якого степеня] (Модена, 1804),
- «Riflessioni interno alla soluzione delle equazioni algebraiche generali» [Роздуми про спільний розв'язок алгебраїчних рівнянь] (там же, 1813),
- «Della soluzione delle equazioni algebraiche determinate particolari di grado superiore al quarto» [Розв'язок деяких спеціальних алгебраїчних рівнянь вище четвертого степеня] («Mem. Soc. Ital.»),
- «Della insolubilità delle equazioni algebraiche generali di grado superiore al quarto» [Нерозв'язність загальних алгебраїчних рівнянь вище четвертого степеня] (там само),
- «Della insolubilità delle equazioni algebraiche generali di grado superiore al quarto qualunque metodo si adoperi, algebraico esso siasi про transcendente» («Mem. Istit. nazion. Italian.», I, 1806).

Крім того, Руффіні надрукував:

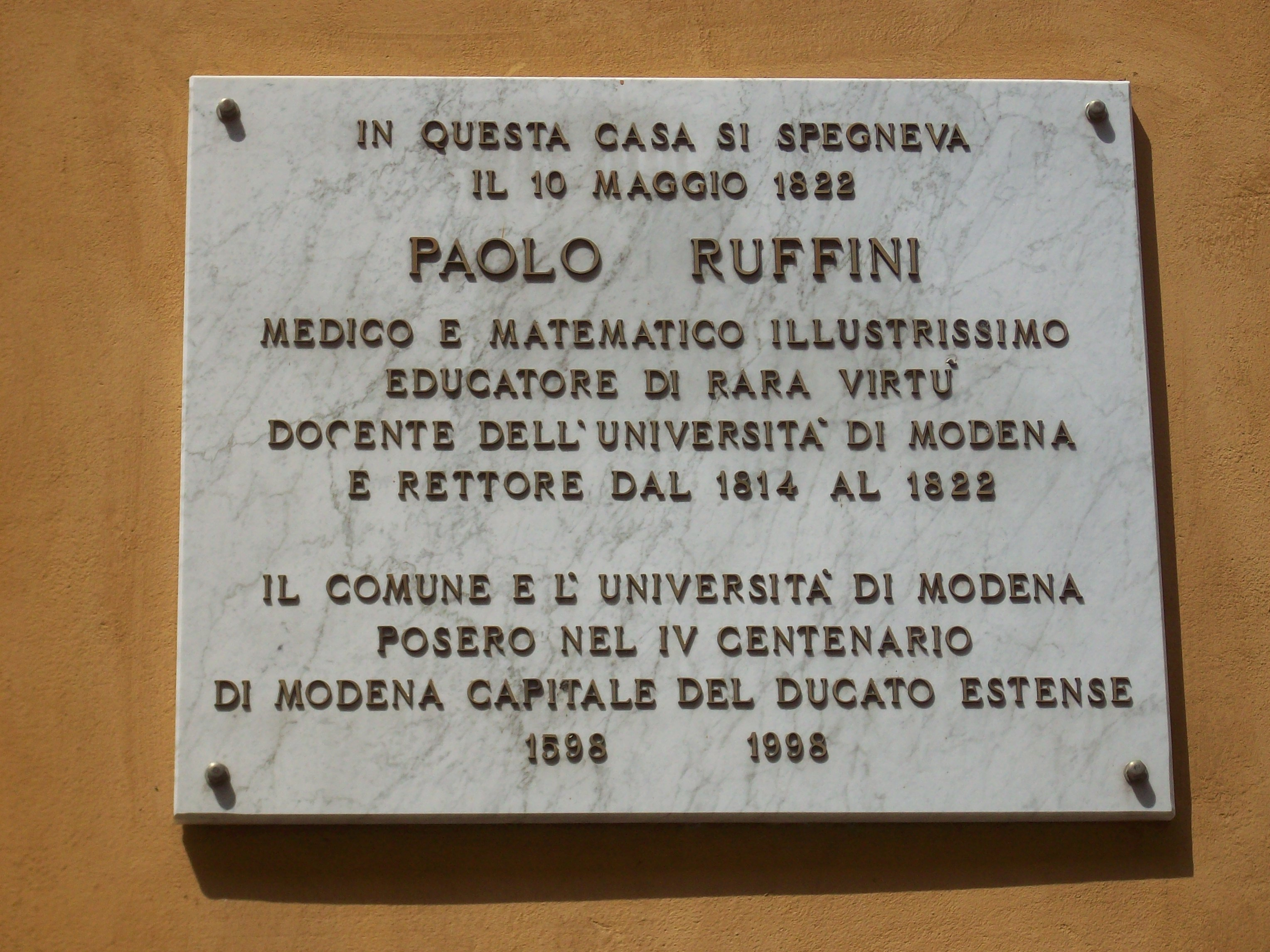
Меморіальна дошка на будинку, в якому помер Паоло Руффіні

- «Riflessioni critiche sopra il sagio filosofico intorno alla probabilità del Sign. De Laplace» (там же, 1821),
- «Alcune proprietà generali delle funzioni» [Деякі загальні властивості функцій] (там само),
- «Di un nuovo metodo generale di estrarre le radici numeriche» [Новий загальний метод вилучення чисельних коренів] (там же, XVI, 1813),
- «Della classificazione delle curve algebraiche a semplice curvatura» [Класифікація алгебраїчних кривих одної кривизни] (там же, XVIII, 1820) і деякі інші.

Розробив ряд ідей теорії груп кінцевих підстановок.